# Хоакін Аріас
Хоакін Аріас Бла́нко (ісп. Joaquín Arias Blanco; нар. 12 листопада 1914) — кубинський футболіст, півзахисник.

## Клубна кар'єра
Протягом ігрової кар'єри виступав у кубинському клубі «Хувентуд Астуріана».

## Кар'єра в збірній
У 30-х роках XX століття виступав у складі національної збірної Куби. У 1938 році брав участь у чемпіонаті світу. На мундіалі у Франції зіграв у всіх трьох поєдинках своєї збірної: у двоматчевій дуелі проти Румунії та в програному з рахунком 0:8 поєдинку 1/4 фіналу проти Швеції.
| Матчі і голи Хоакіна Аріаса за збірну Куби на ЧС-1938 | Матчі і голи Хоакіна Аріаса за збірну Куби на ЧС-1938 | Матчі і голи Хоакіна Аріаса за збірну Куби на ЧС-1938 | Матчі і голи Хоакіна Аріаса за збірну Куби на ЧС-1938 | Матчі і голи Хоакіна Аріаса за збірну Куби на ЧС-1938 | Матчі і голи Хоакіна Аріаса за збірну Куби на ЧС-1938 |
| ----------------------------------------------------- | ----------------------------------------------------- | ----------------------------------------------------- | ----------------------------------------------------- | ----------------------------------------------------- | ----------------------------------------------------- |
| №                                                     | Дата                                                  | Місце проведення                                      | Суперник                                              | Рахунок                                               | Голи                                                  |
| 1                                                     | 5 червня 1938                                         | Тулуза, Франція                                       | Румунія                                               | 3:3                                                   | -                                                     |
| 2                                                     | 9 червня 1938                                         | Тулуза, Франція                                       | Румунія                                               | 2:1                                                   | -                                                     |
| 3                                                     | 12 червня 1938                                        | Антіб, Франція                                        | Швеція                                                | 0:8                                                   | -                                                     |

Загалом: 3 матчі / 0 голів; 1 перемога, 1 нічия, 1 поразка.